# Institut national des études territoriales
L'Institut national des études territoriales (INET), (in italiano Istituto Nazionale di Studi Territoriali) è una scuola di specializzazione francese responsabile per la formazione di alti funzionari delle principali autorità locali. Nata nel 1990 come Istituto Universitario di Servizio Pubblico Territoriale (IESFPT), con sede a Strasburgo, questa scuola ha cambiato nome nel 1998 per diventare l'INET. È l'equivalente nel servizio civile locale dell'École nationale d'administration (ENA) (Servizio di Stato Civile); parte della formazione di queste due scuole è anche comune. Collegato al Centro Nazionale per la Funzione Territoriale Pubblica (CNFPT), l'INET è diretto dal marzo 2010 da Jean-Marc Legrand, vice direttore generale del CNFPT.

## Ammissione

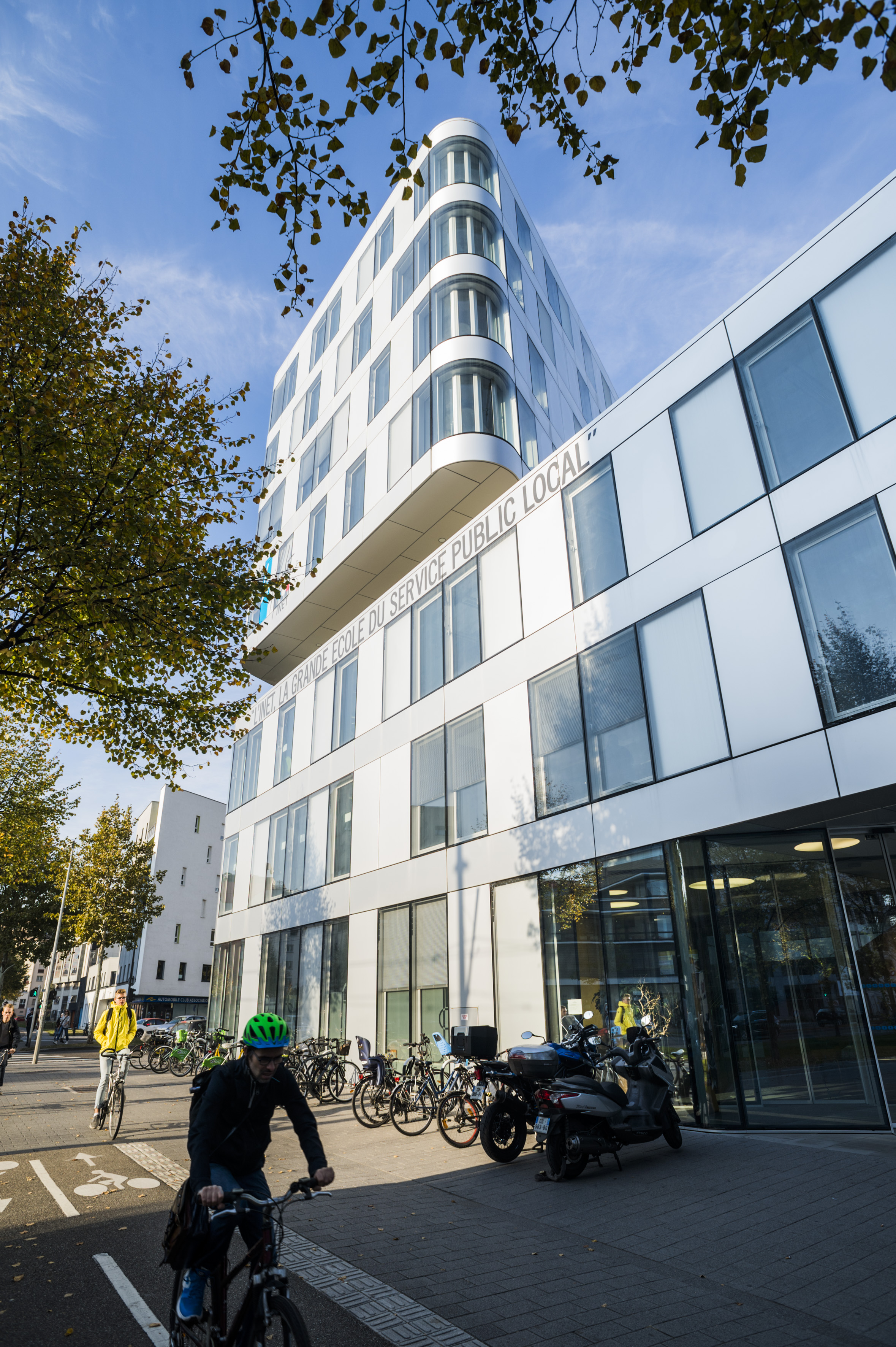
L'INET a Strasburgo

L'istituzione dell'INET si fondava sul duplice obiettivo di fornire allo Stato una classe dirigente di alto livello e al contempo di garantire a tutti i giovani cittadini un accesso giusto ed equo alla funzione pubblica fondato esclusivamente sul merito. Gli allievi della scuola sono selezionati attraverso un concorso particolarmente rigoroso. Ogni anno, su tremila candidati solamente ottanta sono effettivamente ammessi.